# Спартак (футбольный клуб, Иваново)
«Спартак» — советский футбольный клуб из Иваново.

## История
Основан не позднее 1939 года. В первенстве СССР участвовал в 1946, 1948 и 1949 годах (в 1946 году — в третьей группе, в 1948 и 1949 годах — во второй группе). В 1949 году сыграл также в Кубке СССР. В 1939 и 1964 годах принимал участие в кубке РСФСР среди коллективом физкультуры. Впоследствии команда играла в первенстве Ивановской области.

## Достижения
- В первенстве СССР — 12-е место в зональном турнире второй группы: 1948 год

## Известные тренеры
- Щибров, Борис Алексеевич.

## Известные игроки
- Берёзкин, Николай Михайлович
- Ефимов, Николай Фадеевич
- Рубилов, Владислав Александрович
- Сентябрёв, Николай Иванович